# Adorigo
Adorigo ist eine Gemeinde (Freguesia) im portugiesischen Kreis Tabuaço. In ihr leben 301 Einwohner (Stand 19. April 2021).